# 효민공 이경직 묘역
효민공 이경직 묘역(孝敏公 李景稷 墓域)은 서울특별시 관악구 남현동에 있는, 조선 중기 문신 이경직(1577∼1640)의 묘역이다.
1997년 12월 31일 서울특별시의 유형문화재 제105호 이경직신도비(李景稷神道碑)로 지정되었다가, 2008년 10월 30일 현재의 명칭으로 변경되었다.

## 개요
이경직신도비(李景稷神道碑)는 조선 중기 문신 이경직(1577∼1640)의 신도비이다.
이경직은 전주이씨 덕천군(德泉君) 이후생(李厚生)의 후손으로 자는 상고(尙古), 호는 석문(石門)으로 이항복(李恒福)과 김장생(金長生)의 문인이다.

## 이경직
효민공 이경직은 선조 34년(1601) 생원·진사 양시에 합격하고, 1605년 식년시와 증광별시에 잇달아 합격하는 등 뛰어난 자질을 보였다. 승문원에 소속되었다가 광해군 때 승정원·시강원·춘추관·홍문관·병조 등에서 봉직했고, 광해군 9년(1617) 여름 회답사(回答使) 오윤겸(吳允謙)의 종사관(從事官)으로 일본에 다녀왔다. 1618년 인목대비(仁穆大妃)의 폐위 사건이 일어났을 때 조회에 불참한 일로 탄핵받아 5년간 향리에 머물렀다. 그러던 중 명나라 장수 모문룡(毛文龍)이 철산군(鐵山郡) 가도( 島)에 군대를 주둔하는 문제가 일어나자 조정에서 그곳을 부(府)로 승격시키고 이경직을 철산부사로 파견했는데, 자애로운 마음으로 백성을 보살펴 명군을 감화시켰다고 전해진다.
1623년 인조반정 후 의주부윤이 되어 선정을 베풀었고, 1624년 이괄(李适)의 난(亂) 때 전라도절도사로서 왕을 호종했고, 그 뒤 수원부사와 개성유수(開城留守)를 지냈다. 1626년 다시 상경하여 장예원 판결사를 거쳐 병조참판으로 비변사 제조를 겸하였다. 1629년 도체찰부사(都體察副使)로 활약했고 이후 호조참판ㆍ예조참판ㆍ경기도관찰사를 지냈다. 모친상을 마친 뒤 1634년 도승지에 제수되나 다시 부친상을 당했고 1636년 다시 호군(護軍)에 제수되어 비변사 당상관을 겸하였다. 그 해 12월 청나라 군대가 침입하자 이조판서 최명길(崔鳴吉)과 함께 모화관(慕華館)에서 청의 장수를 만났으나 그들의 의도가 강화(講和)에 있지 않음을 알고 바로 남한산성으로 왕을 뒤따라갔다. 산성에서 청과의 교섭에 있어 중국어에 능통한 그가 활약했고 도승지가 되었다.
1637년 봄 인조가 서울로 환궁하자 호조판서로 승진되고 다시 도승지에 서용되었고, 이듬해 지중추부사로 오위도총부 도총관을 겸했다. 1639년 봄 강화유수(江華留守)에 제수되어 전후복구에 힘썼는데, 병으로 1640년 7월 임소에서 64세로 순직했다. 사후 우의정에 추증되었다. 시호는 효민(孝敏)이다.

## 신도비
신도비는 1668년 3월에 세워졌고 현재 비각(碑閣)에 보호되어 있다. 대좌(臺座) 위에 비신(碑身)을 세우고 그 위에 지붕모양의 개석(蓋石)을 얹었다. 대좌 윗면에 연꽃잎을 새기고 앞면·뒷면에 각각 귀면(鬼面)과 비운(飛雲)을 새겼다. 비문은 친우 영의정 김류(金瑬, 1571∼1648)가 지었고 셋째 아들 형조판서 이정영(李正英, 1616∼1686)이 썼으며, 상단의 "贈右議政行戶曹判書諡孝敏李公神道碑銘"이란 머리전서(頭篆)도 이정영이 썼다. 비문 말미에 새겨진 이정영 추기(追記)에는 김류 사망 이후 이경직의 효행을 표창하는 정려문(旌閭門)이 내려진 사실과 큰형 이장영(李長英)과 작은형 이기영(李起英) 자손의 명단이 새겨져 있다. 신도비 왼편의 산자락에는 위로부터 부친 동지중추부사 이유간(李惟侃)의 묘, 이경직의 묘, 아들 상주목사 이장영의 묘가 차례로 위치한다.

## 같이 보기
- 계축옥사
- 이괄의 난
- 정묘호란
- 인조반정
- 남한산성

## 참고자료
- 효민공 이경직 묘역 - 국가유산청 국가유산포털

 본 문서에는 서울특별시에서 지식공유 프로젝트를 통해 퍼블릭 도메인으로 공개한 저작물을 기초로 작성된 내용이 포함되어 있습니다.